# Eatonville (Florida)
Eatonville es un pueblo ubicado en el condado de Orange en el estado estadounidense de Florida. En el Censo de 2010 tenía una población de 2.159 habitantes y una densidad poblacional de 744,95 personas por km².

## Geografía
Eatonville se encuentra ubicado en las coordenadas 28°36′54″N 81°23′32″O / 28.61500, -81.39222. Según la Oficina del Censo de los Estados Unidos, Eatonville tiene una superficie total de 2.9 km², de la cual 2.56 km² corresponden a tierra firme y (11.62%) 0.34 km² es agua.

## Demografía
Según el censo de 2010, había 2.159 personas residiendo en Eatonville. La densidad de población era de 744,95 hab./km². De los 2.159 habitantes, Eatonville estaba compuesto por el 12.18% blancos, el 84.53% eran afroamericanos, el 0% eran amerindios, el 0.74% eran asiáticos, el 0.05% eran isleños del Pacífico, el 1.44% eran de otras razas y el 1.07% pertenecían a dos o más razas. Del total de la población el 9.08% eran hispanos o latinos de cualquier raza.